# Ряд Фурье
Ряд Фурье́ — представление функции {\displaystyle f} с периодом {\displaystyle \tau } в виде ряда
{\displaystyle f(x)={\frac {a_{0}}{2}}+\sum \limits _{k=1}^{+\infty }A_{k}\cos \left(k{\frac {2\pi }{\tau }}x+\theta _{k}\right)}
Этот ряд может быть также записан в виде
{\displaystyle f(x)=\sum \limits _{k=-\infty }^{+\infty }{\hat {f}}_{k}e^{ik{\frac {2\pi }{\tau }}x},}
где
{\displaystyle A_{k}} — амплитуда {\displaystyle k}-го гармонического колебания,
{\displaystyle k{\frac {2\pi }{\tau }}=k\omega } — круговая частота гармонического колебания,
{\displaystyle \theta _{k}} — начальная фаза {\displaystyle k}-го колебания,
{\displaystyle {\hat {f}}_{k}} — {\displaystyle k}-я комплексная амплитуда
В более общем виде, рядом Фурье элемента некоторого пространства функций называется разложение этого элемента по полной системе ортонормированных функций или другими словами по базису, состоящему из ортогональных функций. В зависимости от используемого вида интегрирования говорят о рядах Фурье — Римана, Фурье — Лебега и т. п.
Существует множество систем ортогональных многочленов и других ортогональных функций (например, функции Хаара, Уолша и Котельникова), по которым может быть произведено разложение функции в ряд Фурье.
Разложение функции в ряд Фурье является мощным инструментом при решении самых разных задач благодаря тому, что ряд Фурье прозрачным образом ведёт себя при дифференцировании, интегрировании, сдвиге функции по аргументу и свёртке функций.
Существуют многочисленные обобщения рядов Фурье в различных разделах математики. Например, любую функцию на конечной группе можно разложить в ряд, аналогичный ряду Фурье, по матричным элементам неприводимых представлений этой группы (теорема полноты).

## История
Ряд Фурье назван в честь французского математика Жана-Батиста Жозефа Фурье (1768—1830), внесшего важный вклад в изучение тригонометрических рядов после предварительных исследований Леонарда Эйлера, Жана Лерона д’Аламбера и Даниила Бернулли. Фурье представил ряд с целью решения уравнения теплопроводности в металлической пластине, написав свои первоначальные результаты в своем «Воспоминании о распространении тепла в твердых телах» («Трактат о распространении тепла в твердых телах») и опубликовав в Аналитической теории тепла (Théorie analytique de la chaleur) в 1822 году. В Воспоминании приведен анализ Фурье, в частности ряд Фурье. Благодаря исследованиям Фурье был установлен факт того, что произвольная (непрерывная) функция может быть представлена тригонометрическим рядом. Первое объявление об этом великом открытии было сделано Фурье в 1807 году перед Французской академией. Ранние идеи разложения периодической функции на сумму простых осциллирующих функций относятся к 3 веку до нашей эры, когда древние астрономы предложили эмпирическую модель движения планет, основанную на семействах и эпициклах.
Уравнение теплопроводности является уравнением в частных производных. До работы Фурье в общем случае не было известно решение уравнения теплопроводности, хотя были известны конкретные решения, если бы источник тепла вел себя простым образом, в частности, если источником тепла была волна синуса или косинуса. Эти простые решения теперь иногда называют собственными решениями. Идея Фурье состояла в том, чтобы смоделировать сложный источник тепла как суперпозицию (или линейную комбинацию) простых синусоидальных и косинусных волн и записать решение как суперпозицию соответствующих собственных решений. Эта суперпозиция или линейная комбинация называется рядом Фурье.
С современной точки зрения, результаты Фурье несколько неформальны из-за отсутствия точного понятия функции и интеграла в начале девятнадцатого века. Позднее Петер Густав Лежён Дирихле и Бернхард Риман выразили результаты Фурье с большей точностью и формальностью.
Хотя первоначальной мотивацией было решение уравнения теплопроводности, позже стало очевидно, что те же методы можно применять к широкому кругу математических и физических задач, особенно тех, которые включают линейные дифференциальные уравнения с постоянными коэффициентами, для которых собственные решения являются синусоидами. Ряд Фурье имеет много применений в области электротехники, вибрации анализа, акустики, оптики, обработки сигналов, обработки изображений, квантовой механики, эконометрики, теории перекрытия-оболочки и т. д.

## Тригонометрический ряд Фурье
Тригонометрическим рядом Фурье функции {\displaystyle f\in {\mathcal {L}}([-\pi ,\pi ])} (то есть функции, суммируемой на промежутке {\displaystyle ([-\pi ,\pi ])}, или её периодического продолжения на вещественную прямую) называют функциональный ряд вида
{\displaystyle f(x)={\frac {a_{0}}{2}}+\sum _{n=1}^{\infty }(a_{n}\cos nx+b_{n}\sin nx),} (1)
где
{\displaystyle a_{0}={\frac {1}{\pi }}\int \limits _{-\pi }^{\pi }f(x)dx,}
{\displaystyle a_{n}={\frac {1}{\pi }}\int \limits _{-\pi }^{\pi }f(x)\cos(nx)dx,}
{\displaystyle b_{n}={\frac {1}{\pi }}\int \limits _{-\pi }^{\pi }f(x)\sin(nx)dx,}
Числа {\displaystyle a_{0}}, {\displaystyle a_{n}} и {\displaystyle b_{n}} ({\displaystyle n=1,2,\ldots }) называются коэффициентами Фурье функции {\displaystyle f}. Формулы для них можно объяснить следующим образом. Предположим, что мы хотим представить функцию {\displaystyle f\in {\mathcal {L}}([-\pi ,\pi ])} в виде ряда (1) и нам надо определить неизвестные коэффициенты {\displaystyle a_{0}}, {\displaystyle a_{n}} и {\displaystyle b_{n}}. Если умножить правую часть (1) на {\displaystyle \cos(kx)} и проинтегрировать по промежутку {\displaystyle [-\pi ,\pi ]}, то все слагаемые в правой части, благодаря ортогональности синусов и косинусов на этом промежутке, обратятся в нуль, кроме одного. Из полученного равенства легко выражается коэффициент {\displaystyle a_{k}}. Аналогично для {\displaystyle b_{k}}.
Ряд (1) для функции {\displaystyle f} из пространства {\displaystyle {\mathcal {L}}_{2}([-\pi ,\pi ])} сходится в этом пространстве. Иными словами, если обозначить через {\displaystyle S_{k}(x)} частичные суммы ряда (1):
{\displaystyle S_{k}(x)={\frac {a_{0}}{2}}+\sum _{n=1}^{k}(a_{n}\cos nx+b_{n}\sin nx)},
то их среднеквадратичное отклонение от функции {\displaystyle f} будет стремиться к нулю:
{\displaystyle \lim \limits _{k\rightarrow \infty }\int \limits _{-\pi }^{\pi }(f(x)-S_{k}(x))^{2}dx=0}.
Несмотря на среднеквадратичную сходимость, ряд Фурье функции, вообще говоря, не обязан сходиться к ней поточечно.
Часто при работе с рядами Фурье бывает удобнее в качестве базиса использовать вместо синусов и косинусов экспоненты мнимого аргумента. Мы рассматриваем пространство {\displaystyle {\mathcal {L}}^{2}([-\pi ,\pi ],\mathbb {C} )} комплекснозначных функций со скалярным произведением
{\displaystyle \langle f,g\rangle :=\int \limits _{-\pi }^{\pi }f(x){\overline {g(x)}}dx}.
Мы также рассматриваем систему функций
{\displaystyle \varphi _{k}(x)=e^{ikx}=\cos(kx)+i\sin(kx),k\in \mathbb {Z} }.
Как и прежде, эти функции являются попарно ортогональными и образуют полную систему, и, таким образом, любая функция {\displaystyle f\in {\mathcal {L}}^{2}([-\pi ,\pi ],\mathbb {C} )} может быть разложена по ним в ряд Фурье:
{\displaystyle f(x)=\sum \limits _{k=-\infty }^{+\infty }{\hat {f}}_{k}e^{ikx}},
где ряд в правой части сходится к {\displaystyle f} по норме в {\displaystyle L^{2}([-\pi ,\pi ],\mathbb {C} )}. Здесь
{\displaystyle {\hat {f}}_{k}={\frac {1}{2\pi }}\int \limits _{-\pi }^{\pi }f(x)e^{-ikx}dx}.
Коэффициенты {\displaystyle {\hat {f}}_{k}} связаны с классическими коэффициентами Фурье следующими соотношениями:
{\displaystyle {\hat {f}}_{k}=(a_{k}-ib_{k})/2,k>0}
{\displaystyle {\hat {f}}_{0}=a_{0}/2}
{\displaystyle {\hat {f}}_{k}=(a_{|k|}+ib_{|k|})/2,k<0}
{\displaystyle a_{k}={\hat {f}}_{k}+{\hat {f}}_{-k},k>0}
{\displaystyle b_{k}=i({\hat {f}}_{k}-{\hat {f}}_{-k}),k>0}
Для вещественнозначной функции коэффициенты {\displaystyle {\hat {f}}_{k}} и {\displaystyle {\hat {f}}_{-k}} комплексно сопряжены.

## Обобщения

### Ряды Фурье в гильбертовом пространстве
Описанную выше конструкцию можно обобщить со случая пространства {\displaystyle L^{2}[-\pi ,\pi ]} с тригонометрической системой на произвольное гильбертово пространство. Пусть даны ортогональная система {\displaystyle \{\varphi _{1},\varphi _{2},...,\varphi _{n},...\}} в гильбертовом пространстве {\displaystyle H}
и {\displaystyle f} — произвольный элемент из {\displaystyle H}. Предположим, что мы хотим представить {\displaystyle f} в виде (бесконечной) линейной комбинации элементов {\displaystyle \{\varphi _{k}\}}:
{\displaystyle f=\sum _{n=1}^{\infty }c_{n}\varphi _{n}.}
Домножим это выражение на {\displaystyle \varphi _{k}}. С учётом ортогональности системы функций {\displaystyle \{\varphi _{k}\}} все слагаемые ряда обращаются в ноль, кроме слагаемого при {\displaystyle n=k}:
{\displaystyle (f,\varphi _{k})=c_{k}\|\varphi _{k}\|^{2}.}
Числа
{\displaystyle c_{k}={\frac {(f,\varphi _{k})}{\|\varphi _{k}\|^{2}}}}
называются координатами, или коэффициентами Фурье элемента {\displaystyle f} по системе {\displaystyle \{\varphi _{k}\}}, а ряд
{\displaystyle \sum _{k}c_{k}\varphi _{k}}
называется рядом Фурье элемента {\displaystyle f} по ортогональной системе {\displaystyle \{\varphi _{k}\}}.
Ряд Фурье любого элемента {\displaystyle f} по любой ортогональной системе сходится в пространстве {\displaystyle H}, но его сумма не обязательно равна {\displaystyle f}. Для ортонормированной системы {\displaystyle {\varphi _{k}}} в сепарабельном гильбертовом пространстве следующие условия эквивалентны:
- система является базисом, то есть сумма ряда Фурье любого элемента равна этому элементу.
- система является полной, то есть в {\displaystyle H} не существует ненулевого элемента, ортогонального всем элементам {\displaystyle \varphi _{1},\varphi _{2},...,\varphi _{n},...} одновременно.
- система является замкнутой, то есть для любого {\displaystyle f\in H} выполнено равенство Парсеваля

{\displaystyle \sum _{k=1}^{\infty }|c_{k}|^{2}=\|f\|^{2}}.
- линейные комбинации элементов {\displaystyle \varphi _{1},\varphi _{2},...,\varphi _{n},...} плотны в пространстве {\displaystyle H}.

Если эти условия не выполняются, то сумма ряда Фурье элемента {\displaystyle f} равна его ортогональной проекции на замыкание линейной оболочки элементов {\displaystyle \varphi _{1},\varphi _{2},...,\varphi _{n},...}. В этом случае вместо равенства Парсеваля справедливо неравенство Бесселя:
{\displaystyle \sum _{k=1}^{\infty }c_{k}^{2}\leqslant \|f\|^{2}.}
Тригонометрические функции {\displaystyle \sin(kx)}, {\displaystyle \cos(kx)} образуют базис гильбертова пространства {\displaystyle L_{2}[-\pi ,\pi ]}. Если мы рассмотрим только косинусы или только синусы, то такая система больше не будет полной. Замыкание линейной оболочки функций {\displaystyle \cos(kx)} - это все четные функции из {\displaystyle L_{2}}, а замыкание линейной оболочки функций {\displaystyle \sin(kx)} - все нечетные функции. Результатом разложения функции {\displaystyle f} в ряды Фурье по этим системам будут соответственно четная и нечетная части функции {\displaystyle f}: 
{\displaystyle \sum \limits _{0}^{n}a_{k}\cos(kx)={\frac {f(x)+f(-x)}{2}},}
{\displaystyle \sum \limits _{1}^{n}b_{k}\sin(kx)={\frac {f(x)-f(-x)}{2}}.}
Еще более интересная ситуация возникает при рассмотрении системы {\displaystyle \{e^{ikx}\}_{k=0}^{+\infty }}. Эта система вновь не будет полной. Замыкание её линейной оболочки — пространство Харди {\displaystyle H_{2}}. Элементы этого пространства -- те и только те функции {\displaystyle f\in L_{2}}, которые имеют вид {\displaystyle f(t)=g(e^{it})}, где {\displaystyle g} — граничные значения некоторой функции, аналитической в круге {\displaystyle |z|<1.}

### Двойственность Понтрягина
При обобщении теории рядов Фурье на случай гильбертовых пространств теряются свойства, выражающие связь рядов Фурье со свёрткой — то, что коэффициенты Фурье свертки функций являются почленными произведениями их коэффициентов Фурье, и наоборот, коэффициенты Фурье произведения представляются сверткой коэффициентов Фурье сомножителей. Эти свойства являются ключевыми для приложений теории Фурье к решению дифференциальных, интегральных и других функциональных уравнений. Поэтому большой интерес представляют такие обобщения теории рядов Фурье, при которых эти свойства сохраняются. Таким обобщением является теория двойственности Понтрягина. Она рассматривает функции, заданные на локально-компактных абелевых группах. Аналогом ряда Фурье такой функции будет функция, заданная на двойственной группе.

## Сходимость ряда Фурье

### Обзор результатов о сходимости ряда Фурье
Обозначим через {\displaystyle S_{N}(f,x)} частичные суммы ряда Фурье функции {\displaystyle f(x)}:
{\displaystyle S_{N}(f,x):=\sum \limits _{k=-N}^{N}{\hat {f}}_{k}e^{ikx}}.
Далее обсуждается сходимость последовательности функций {\displaystyle S_{N}(f,x)} к функции {\displaystyle f(x)} в различных смыслах. Функция {\displaystyle f} предполагается {\displaystyle 2\pi }-периодической (если она задана только на промежутке {\displaystyle [-\pi ,\pi ]}, её можно периодически продолжить).
- Если {\displaystyle f\in L_{2}([-\pi ,\pi ])}, то последовательность {\displaystyle S_{N}(f,x)} сходится к функции {\displaystyle f(x)} в смысле {\displaystyle L_{2}}. Кроме того, {\displaystyle S_{N}(f,x)} являются наилучшим (в смысле расстояния в {\displaystyle L_{2}}) приближением функции {\displaystyle f} тригонометрическим многочленом степени не выше {\displaystyle N}.
- Сходимость ряда Фурье в заданной точке {\displaystyle x_{0}} — локальное свойство, то есть, если функции {\displaystyle f} и {\displaystyle g} совпадают в некоторой окрестности {\displaystyle x_{0}}, то последовательности {\displaystyle S_{N}(f,x_{0})} и {\displaystyle S_{N}(g,x_{0})} либо одновременно расходятся, либо одновременно сходятся, и в этом случае их пределы совпадают. (Принцип локализации).
- Если функция {\displaystyle f} дифференцируема в точке {\displaystyle x_{0}}, то её ряд Фурье в этой точке сходится к {\displaystyle f(x_{0})}. Более точные достаточные условия в терминах гладкости функции {\displaystyle f} задаются признаком Дини.
- Функция, непрерывная в точке {\displaystyle x_{0}}, может иметь расходящийся в ней ряд Фурье. Однако, если он сходится, то непременно к {\displaystyle f(x_{0})}. Это следует из того, что для непрерывной в {\displaystyle x_{0}} функции {\displaystyle f} последовательность {\displaystyle S_{N}(f,x_{0})} сходится по Чезаро к {\displaystyle f(x_{0})}.
- Если функция {\displaystyle f} разрывна в точке {\displaystyle x_{0}}, но имеет пределы в этой точке справа и слева {\displaystyle f(x_{0}+0)\neq f(x_{0}-0),} то при некоторых дополнительных условиях {\displaystyle S_{N}(f,x_{0})} сходятся к {\displaystyle (f(x_{0}+0)+f(x_{0}-0))/2}. Подробнее см. модифицированный признак Дини.
- Теорема Карлесона: если {\displaystyle f\in L_{2}([-\pi ,\pi ])}, то её ряд Фурье сходится к ней почти всюду. Это верно и если {\displaystyle f\in L_{p}([-\pi ,\pi ]),p>1}. Однако, существуют функции из {\displaystyle L_{1}([-\pi ,\pi ])}, ряд Фурье которых расходится во всех точках (пример такой функции построен Колмогоровым[11]).
- Зафиксируем точку {\displaystyle x_{0}\in (-\pi ,\pi )}. Тогда множество всех непрерывных функций, ряд Фурье которых сходится в этой точке, является множеством первой категории в пространстве {\displaystyle C([-\pi ,\pi ])}. В некотором смысле это означает, что «типичная» непрерывная функция имеет расходящийся ряд Фурье.

### Убывание коэффициентов Фурье и аналитичность функции
Существует фундаментальная связь между аналитичностью функции и скоростью убывания её коэффициентов Фурье. Чем «лучше» функция, тем быстрее её коэффициенты стремятся к нулю, и наоборот. Степенное убывание коэффициентов Фурье присуще функциям класса {\displaystyle C^{(k)}}, а экспоненциальное — аналитическим функциям. Примеры такого рода связи:
- Коэффициенты Фурье любой интегрируемой функции стремятся к нулю (лемма Римана — Лебега[англ.]).
- Если функция {\displaystyle f} принадлежит классу {\displaystyle C^{(k)}([-\pi ,\pi ])}, то есть дифференцируема {\displaystyle k} раз и её {\displaystyle k}-я производная непрерывна, то {\displaystyle {\hat {f}}_{n}=o\left({\frac {1}{n^{k}}}\right)}
- Если ряд {\displaystyle \sum n^{\alpha }{\hat {f}}_{n}} сходится абсолютно, то {\displaystyle f} совпадает почти всюду с функцией класса {\displaystyle C^{(k)}([-\pi ,\pi ])} при всех {\displaystyle k<\alpha }.
- Если функция принадлежит классу Гёльдера с показателем {\displaystyle \alpha >1/2}, то ряд {\displaystyle \sum {\hat {f}}_{n}} сходится абсолютно (теорема Бернштейна).[источник не указан 849 дней]